# Florapark Düsseldorf

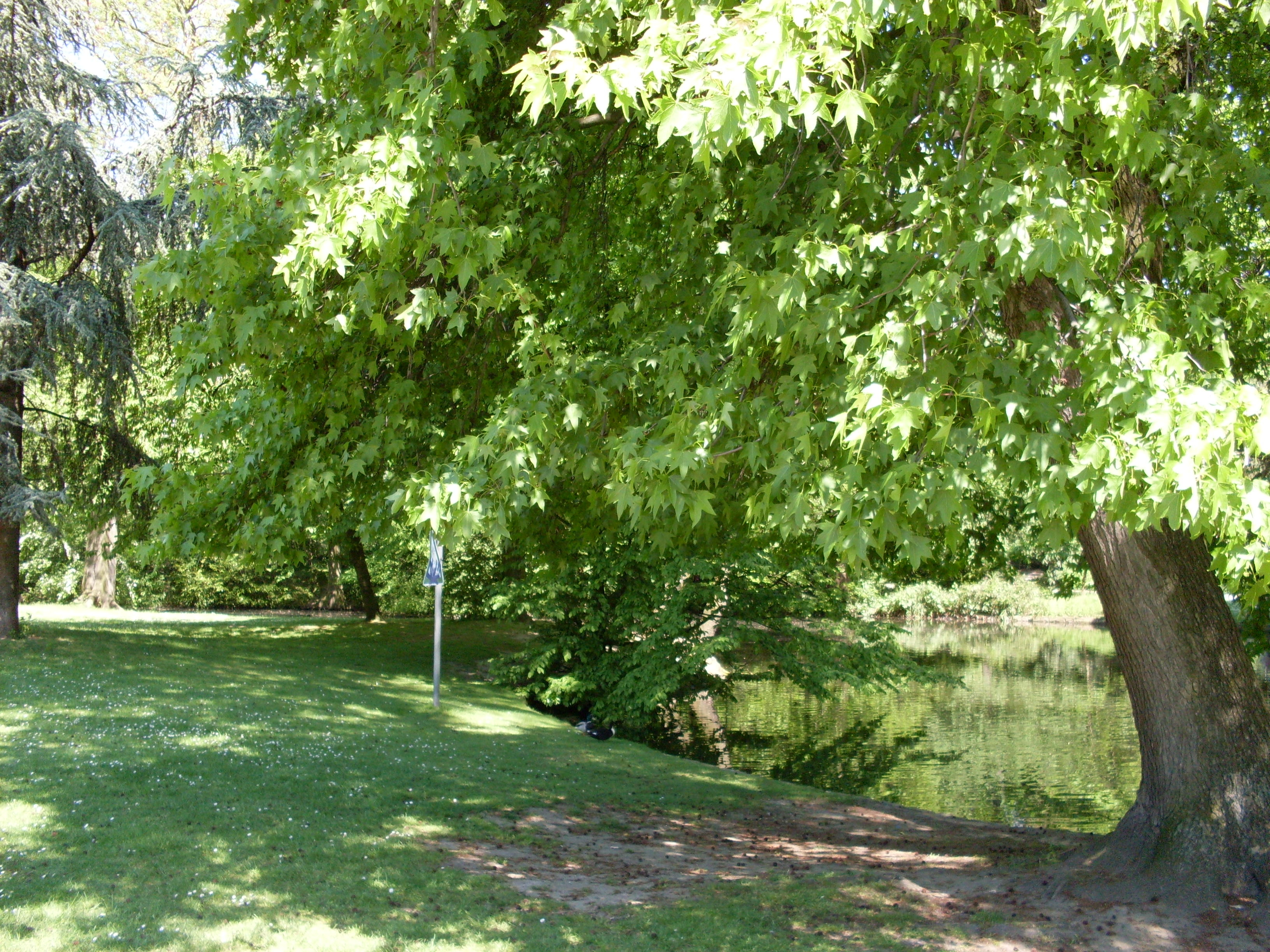
Weiher im Florapark

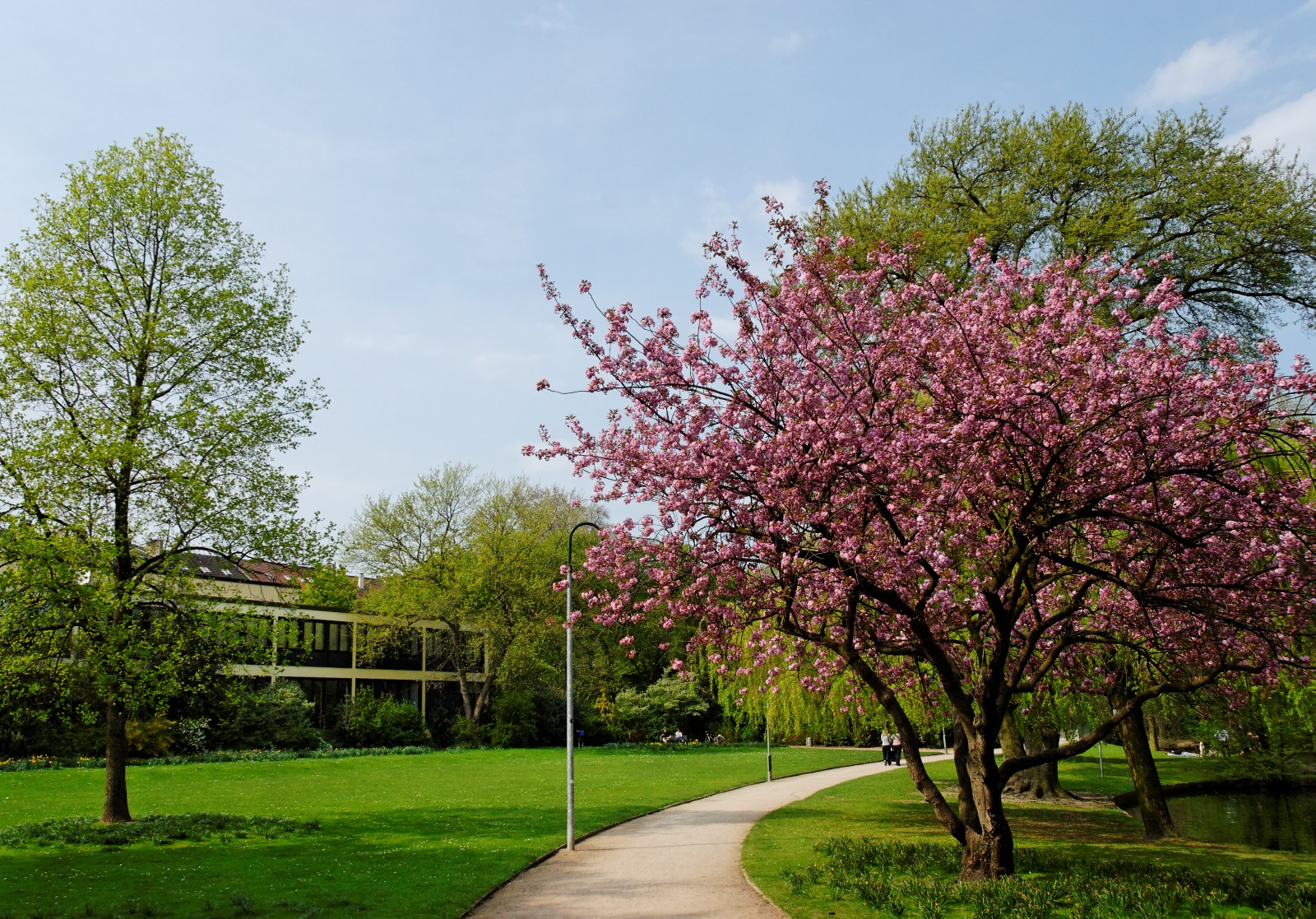
Wiese vor dem Karl-Arnold-Haus

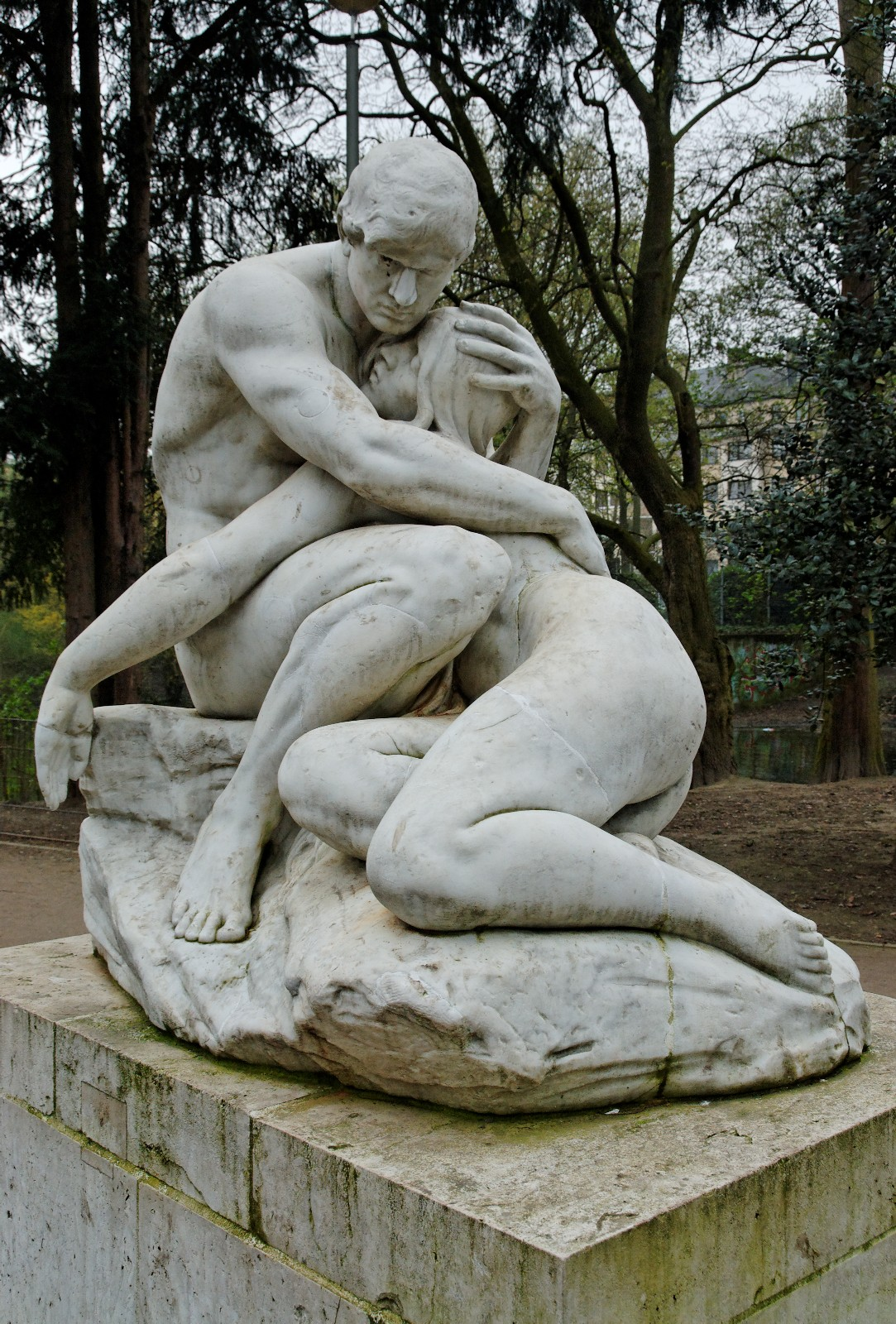
Marmordenkmal „Adam und Eva“ von Peter Breuer, 1894

Der Florapark (auch Floragarten) ist eine der kleineren Parkanlagen der Landeshauptstadt Düsseldorf.
Seine Gesamtfläche beträgt 3 Hektar. Er liegt im alten Stadtsüden, heute im Süden der Innenstadt im Stadtteil Unterbilk, nicht weit entfernt von Friedrichstadt und Bilk.

## Anlage des Parks
Gegen Ende des 19. Jahrhunderts wurde Düsseldorf im Zuge der Industrialisierung zur Großstadt. Düsseldorf verfolgte im Rahmen seiner Expansion die Idee einer von Parkanlagen durchzogenen Stadt. Im Zuge der Umsetzung der Idee entstanden unter anderem der Ostpark, der Volksgarten und der Florapark sowie der Zoologische Garten (Zoopark).
Den Florapark entwarf Heinrich Grube 1875. Die Realisierung erfolgte um 1876 aus einer privaten Initiative heraus. Zur Finanzierung des Parks wurden zunächst Eintrittsgelder erhoben. Erst im Jahre 1902 übernahm die Stadt Düsseldorf selbst die Verantwortung für den Park und kaufte ihn auf.
Der Florapark sollte ähnlich wie der Zoo auch der Repräsentation der Stadt dienen und erhielt daher ein Festhaus und ein Palmenhaus, da exotische Tiere und Pflanzen seinerzeit das Renommee erheblich steigerten. Die übrige Anlage des Parks folgte dem damals üblichen Muster: ein Weiher, ein großes Gartenrestaurant, ein öffentlicher Konzertplatz, Rasen- und Blumenflächen sowie alleenähnliche Spazierwege. Seitdem wurden u. a. ein Spielplatz und ein Hundeauslauf angelegt.
Am 2. August 2008 wurde im Park in den Abendstunden der Pädagoge und Gewerkschafter Hans-Joachim Will qualvoll ermordet. Die beiden Täter wurden nach dem Jugendstrafrecht zu 10 Jahren Gefängnis verurteilt.
Seit Anfang 2009 wird der Park durch das Gartenamt der Stadt Düsseldorf transparenter und heller gestaltet. An der Bilker Allee hat die Anlage den historischen Planungen folgend einen neuen Eingang erhalten. Mittelfristig soll der Florapark an die entstehende Grünanlage des 2008 eröffneten Einkaufs- und Stadtteilzentrums Düsseldorf Arcaden angeschlossen werden.

## Freizeitangebot
Die heutigen Attraktivitäten des Parks sind eher bescheiden:
- Weiher
- Denkmal „Adam und Eva“ von Peter Breuer, 1894
- Kinderspielplatz mit Matschpumpe und „Drachenburg“
- Liegewiese
- Hundeauslaufplatz
- Gastronomie „florabar“, Mitte Juni 2008 eröffnet
- Ein Baumlehrpfad erklärt 31 verschiedene Gehölze

Das Festhaus und das Palmenhaus existieren nicht mehr. An ihrer Stelle befindet sich heute das Karl-Arnold-Haus.